# Ilmar Reepalu
Ilmar Reepalu, född 11 oktober 1943 i Neve i Estland, är en svensk socialdemokratisk kommunalpolitiker. Efter ett yrkesliv som planarkitekt i Borås och Malmö var han 1985–2013 kommunalråd i Malmö kommun, i början för oppositionen men från 1994 som kommunstyrelsens ordförande och finanskommunalråd. Han har även varit 2:e vice ordförande för Sveriges Kommuner och Landsting. Reepalu är ledamot i Europeiska regionkommittén sedan 2007.

## Biografi
Inte ens ett år gammal kom Ilmar Reepalu som baltflykting över Östersjön i augusti 1944 med föräldrar och en ett år äldre syster. Den öppna båten de färdades i förliste i hårt väder utanför Svenska Högarna i Stockholms skärgård, men familjen räddades av svensk militär. Första anhalten blev ett flyktingläger vid Medevi Brunn, men familjen kunde senare flytta in till Motala där Reepalu är uppvuxen.
Reepalus politiska liv startade 1958, då han som gymnasist i Motala var med och bildade Socialdemokratiska ungdomsförbundets lokalavdelning i Motala. Efter värnplikt som attackdykare i Kustjägarna (KA1) flyttade Reepalu till Göteborg där han tog en civilingenjörsexamen med inriktning på väg och vatten (1968) och en arkitektexamen (1970), båda vid Chalmers tekniska högskola. Under sin tid i Göteborg deltog Reepalu i de politiska grupperna "Rädda Haga" och "Rädda Dicksonska" för att förhindra rivningar i stadsdelen Haga respektive den föreslagna rivningen av Dicksonska folkbiblioteket.
1970-1973 arbetade Reepalu på VBB, 1973-1977 som planarkitekt i Malmö, under vilken tid han även tog en examen från Konstakademien (1975). 1977-1979 var han biträdande stadsbyggnadsdirektör i Borås och från 1979 anställd på översiktsplanbyrån i Malmö.
Reepalu har inte velat blanda sitt arbete med politiska uppdrag, så när han 1973 tillfrågades av Malmös dåvarande kommunalråd Nils Yngvesson om att engagera sig för arbetarpartiet ställde han upp i studiecirklar och liknande, men tackade nej till ett uppdrag i Malmös byggnadsnämnd. Han invaldes som ersättare i Malmö kommunfullmäktige 1982 och blev ordinarie ledamot där 1987. År 1984 blev han suppleant i miljö- och hälsoskyddsnämnden i samma kommun, en nämnd som inte hade med hans yrke som planarkitekt att göra. Han blev oppositionsråd 1986, kommunalråd för hälso- och sjukvårdsroteln 1989 och åter oppositionsråd 1991. Efter den socialdemokratiska valsegern i kommunalvalet 1994 utsågs han till kommunstyrelsens ordförande och finanskommunalråd. Han lämnade dessa poster den 30 juni 2013.
År 2015 utnämndes han till hedersdoktor vid Malmö högskola.

## Reepalu som kommunstyrelsens ordförande
Reepalu utsågs efter valet 1994 till kommunstyrelsens ordförande i Malmö. Reepalu har beskrivits som en doer och anses ha haft stor betydelse i Malmös utveckling från industristad på dekis till modern kunskapsmetropol med Malmö högskola i centrum. Hans breda kontaktnät har varit avgörande för bland annat Citytunnelns förverkligande och han tillskrivs även en instrumentell betydelse för att knyta ihop andra stora projekt som Öresundsbron och omdaningen av Västra hamnen med bland annat Turning Torso. Reepalus betydelse för den fysiska omdaningen, gjorde att han 2010 fick förstaplatsen på tidskriften Rums lista över Sveriges mäktigaste inom arkitektur och design med motiveringen att han förvandlat "en grå arbetarstad till hetaste arkitekturdestination".
Under perioden fram till efter valet 2006 styrde Socialdemokraterna i minoritet med hjälp av hoppande majoriteter – ytterst beroende av samarbete med andra partier i enskilda frågor – där borgerliga företrädare gärna påpekar att de stödde Reepalu i den fysiska omdaningen av Malmö. Samma företrädare vill också gärna nyansera socialdemokraternas framgångssaga – innehållande Västra hamnen, högskolan och de stora infrastrukturprojekten – med påpekandet att den går förbi Malmös problem med bristande integration och problem inom skolan. Även i motiveringen till Rums pris, hoppades juryn att Reepalu nu skall sätta fokus på miljonprogrammen.
I valet 2006 ansågs det finnas en så kallad Ilmareffekt; liksom Göran Johansson var i Göteborg är Reepalu populär långt över blockgränsen och har bidragit till den socialdemokratiska maktpositionen i Malmö genom att knipa borgerliga röster lokalt och inom socialdemokraterna var hans maktposition oifrågasatt inför valet 2010. Trots att det gick bättre för Ilmar Reepalu än Göran Persson i Malmö, så tappade Socialdemokraterna två mandat i kommunfullmäktige. Tillsammans med det mandat som deras trognaste partner Vänsterpartiet förlorade, förlorade också Socialdemokraterna sin förmåga att effektivt styra med hjälp av hoppande majoritet. Det blev då naturligt för Socialdemokraterna i Malmö att binda upp sig till en koalition med Vänster- och Miljöpartiet, inspirerade av nära erfarenheter från Skåneregionen där en rödgrön koalition styrt. Även efter valet 2010 ansågs det finnas en Ilmareffekt där Reepalu fick fler röster än Mona Sahlin lokalt – ett förhållande som inte helt kan förklaras med att fler är röstberättigade i kommunalvalet än i riksdagsvalet. Socialdemokraterna förlorade dock två mandat jämfört med 2006 och den rödgröna majoriteten räddades av det extra mandat Miljöpartiet erhöll.
Reepalu väckte tillsammans med de andra socialdemokratiska kommunalråden Anders Lago (Södertälje) och Göran Johansson (Göteborg) uppmärksamhet 2007 när de krävde att lagen ändras så att kommuner inte kan vägra ta emot invandrare, liksom så att invandrare skall bli hänvisade dit där de kan få arbete. Reepalu har även uttalat sitt stöd för principen att flyktingar till EU skall söka asyl i ankomstlandet, till vilket insmugglade flyktingar bör "skickas tillbaka".
Den 7 oktober 2011 lade Reepalu fram ett förslag om snabbare men villkorat medborgarskap för invandrare, under ospecificerad period skulle då man kunna dra tillbaka medborgarskapet och utvisa personen vid kriminalitet. Förslaget fick snabbt stöd av Morgan Johansson som då var ordförande i riksdagens justitieutskott och rättspolitisk talesperson för Socialdemokraterna, men under dagen gick socialdemokraternas partiledare Håkan Juholt ut och sade att han tar avstånd från förslaget i delen om en alternativ form av medborgarskap. Även statsminister Fredrik Reinfeldt har avvisat förslaget.
I februari 2013 meddelade Reepalu att han lämnar sin post som kommunstyrelsens ordförande 1 juli 2013.

### Kontroverser
Den 7 april 2006 lämnades det in till tingsrätten ett åtal gällande mutbrott mot Reepalu och Bengt Holgersson, landshövding i Skåne län. De anklagades för att ha åkt på en bjudresa till Sydafrika som Dan Olofsson, ägare och styrelseordförande i Sigma AB, betalat. Reepalu frikändes på samtliga åtalspunkter i såväl tingsrätt som hovrätt. Hovrätten ansåg inte att 60-årspresenten var en fråga om muta, utan "en naturlig handling inom ramen för [Reepalus och Olofssons] vänskapsförhållande" som "uppkommit och utvecklat sig helt utan samband med deras yrkesroller". (Olofsson och Reepalu var arbetskamrater på VBB under 70-talet.)
I en artikelserie i Skånska Dagbladet i början av år 2010 uppmärksammades hur Malmöbor med judisk bakgrund upplevde en stegrad otrygghet och ökad antisemitism. Tillfrågad om en kommentar inledde Reepalu en serie kritiserade uttalanden som upplevts provocerande okänsliga av bland annat den judiska församlingen i Malmö. Bland annat önskade Reepalu att Malmös judar skulle ta avstånd från Israels politik gentemot palestinierna, något som tolkades som han försökte skuldbelägga judarna själva för de trakasserier de utsätts för. Starkt kritiserad för detta och andra uttalanden, bortförklarade han kritiken som främst kommande från "den israeliska lobbyn" och i mars 2012 påstod Reepalu att den judiska församlingen i Malmö var infiltrerad av Sverigedemokraterna. Det sista och en del andra uttalanden har han tagit tillbaka såsom felaktiga och i övrigt har han menat sig vara vantolkad och missförstådd. Inte desto mindre har hans uttalande karaktäriserats som antisemitiska av bland annat Lena Posner Körösi, ledare för Judiska Centralrådet, och Hannah Rosenthal, Vita husets speciella sändebud för att övervaka och motverka antisemitism.